# Liam Hendriks
Liam Johnson Hendriks (né le 10 février 1989 à Perth, Australie) est un lanceur droitier des Red Sox de Boston de la Ligue majeure de baseball.

## Carrière

### Équipe d'Australie
Liam Hendriks joue avec l'équipe d'Australie à la Coupe du monde de baseball 2009 et à la Classique mondiale de baseball 2009. 

### Twins du Minnesota
Liam Hendriks signe son premier contrat professionnel avec une équipe de la MLB en 2007 lorsqu'il accepte une offre des Twins du Minnesota. Il est choisi pour participer au match des étoiles du futur en janvier 2010 à Anaheim mais doit rater le match après une appendicectomie.
En 2011, il est nommé meilleur lanceur des ligues mineures dans l'organisation des Twins.
Hendriks fait ses débuts avec les Twins le 6 septembre 2011 après près de quatre saisons en ligues mineures aux États-Unis. 
Après avoir effectué 4 départs pour Minnesota en 2011, il entreprend 16 rencontres comme lanceur partant des Twins en 2012. Après avoir perdu ses 7 premières décisions dans les majeures, il savoure enfin sa première victoire à son 14e départ de l'année et 18e pour les Twins, lors d'un triomphe sur les Indians de Cleveland le 19 septembre. Il termine la campagne avec un dossier victoires-défaites de 1-8 pour le club de dernière place, avec une moyenne de points mérités de 5,59 en 85 manches et un tiers au monticule.
En 2013, Hendriks ne joue que 10 matchs pour les Twins et effectue deux présences comme lanceur de relève. Il ajoute une victoire et subit 3 défaites. Sa moyenne de points mérités, particulièrement élevée, est de 6,85 en 47 manches et un tiers de travail. Il passe la majorité de l'année en ligues mineures avec le club-école des Twins, les Red Wings de Rochester.

### Blue Jays de Toronto
Le 13 décembre 2013, Hendriks est cédé au ballottage et réclamé par les Cubs de Chicago. Le 23 décembre suivant, les Orioles de Baltimore le réclament à leur tour au ballottage. Le 21 février 2014, Hendriks change encore de club via le ballottage lorsqu'il est cette fois réclamé par les Blue Jays de Toronto. Il effectue 3 départs pour Toronto, gagne sa seule décision mais accorde 9 points en 13 manches et un tiers lancées, pour une moyenne de points mérités de 6,08. 

### Royals de Kansas City
Le 28 juillet 2014, les Blue Jays échangent Hendriks et le receveur Erik Kratz aux Royals de Kansas City contre le joueur de troisième but Danny Valencia. Hendriks effectue 3 départs et ajoute 3 présences en relève pour les Royals. Il encaisse deux défaites et donne 12 points, dont 10 mérités, en 19 manches et un tiers. Il termine sa saison régulière 2014 avec une fiche d'une victoire, deux défaites, et une moyenne de points mérités de 5,23 en 6 départs et 3 matchs en relève pour Toronto et Kansas City. Il n'est pas inclus dans l'effectif des Royals pour les séries éliminatoires de l'automne 2014.

### Retour à Toronto
Le 30 octobre 2014, les Blue Jays de Toronto rapatrient Hendriks en cédant aux Royals le receveur des ligues mineures Santiago Nessy.
En 2015, Hendriks connaît une excellente saison : le droitier des Blue Jays maintient sa moyenne de points mérités à 2,92 en 64 manches et deux tiers lancées pour Toronto, avec 71 retraits sur des prises. En 58 sorties, il remporte 5 victoires contre aucune défaite. Il fait également ses débuts en séries éliminatoires le 9 octobre contre les Rangers du Texas et lance 5 manches en matchs d'après-saison.

### Athletics d'Oakland
Le 20 novembre 2015, Toronto échange Hendriks aux Athletics d'Oakland contre le lanceur droitier Jesse Chavez.

### White Sox de Chicago
Le 12 janvier 2021, Hendriks signe un contrat avec les White Sox de 3 ans et 54 millions de $, soit 18 millions de $ par an. Avec cette signature, il bat un record du plus d'argent annuelle pour un lanceur de relève. Le précédent record était détenu par Wade Davis qui a signé en 2018 avec les Rockies du Colorado, un contrat de 3 ans et 52 millions de $.